# Zenonia
Zenonia (제노니아) è un videogioco, creato, sviluppato e pubblicato da Gamevil per iOS, Android, PSP, Nintendo DSi, Zeebo e Windows Mobile.

## Trama
Il protagonista di Zenonia è Regret, un ragazzo dalle origini inizialmente sconosciute. La sua primaria missione, è cercare la causa della morte del suo padre adottivo, Pardon.

## Modalità di gioco
Il gioco si struttura come un action RPG, prendendo dal genere ogni elemento tipico, come la scelta della classe, l'upgrade del personaggio, un sistema di skill e il loot degli oggetti.
I nemici sono affrontati in combattimenti a tempo reale, e la loro uccisione decreta l'aumentare della barra dell'esperienza, la quale, una volta riempita, fa aumentare di livello il personaggio.

## Accoglienza
Zenonia ha ricevuto critiche molto positive dagli esperti del settore, che ne hanno elogiato la giocabilità, la longevità (pari a una quarantina di ore) e lo stile grafico, simile ai primi giochi di ruolo giapponesi.
Inoltre è stato inserito nella lista dei migliori giochi per iPhone.
Il sito di critica videoludica Spaziogames ha recensito il gioco con un 9; stesso voto si è meritato su IGN.

## Seguiti
Il successo del gioco ha spinto Gamevil a produrne vari seguiti:
- Zenonia 2: The Lost Memories (2010)
- Zenonia 3 (2011)
- Zenonia 4 (2011)
- Zenonia 5 (2012)
- Zenonia S (2015)